# Kranjska Gora
Kranjska Gora – miasto położone na północno-zachodnim krańcu Słowenii w Alpach Julijskich, niedaleko włoskiej i austriackiej granicy. Jest uznanym i najstarszym ośrodkiem narciarskim Słowenii. Odbywają się tam zawody pucharu świata w narciarstwie alpejskim mężczyzn.

## Kurort sportów zimowych
Kurort narciarski Kranjskiej Gory składa się z 18 tras zjazdowych o różnych poziomach trudności. Do dyspozycji narciarzy pozostaje 6 wyciągów krzesełkowych. Z centrum miejscowości w kierunku Planicy i doliny Tamar wiedzie 40-kilometrowa trasa do biegów narciarskich. W pobliżu miejscowości funkcjonuje również snow park.

## Współpraca
Miejscowość partnerska:
- Waasmunster, Belgia